# 마차리층

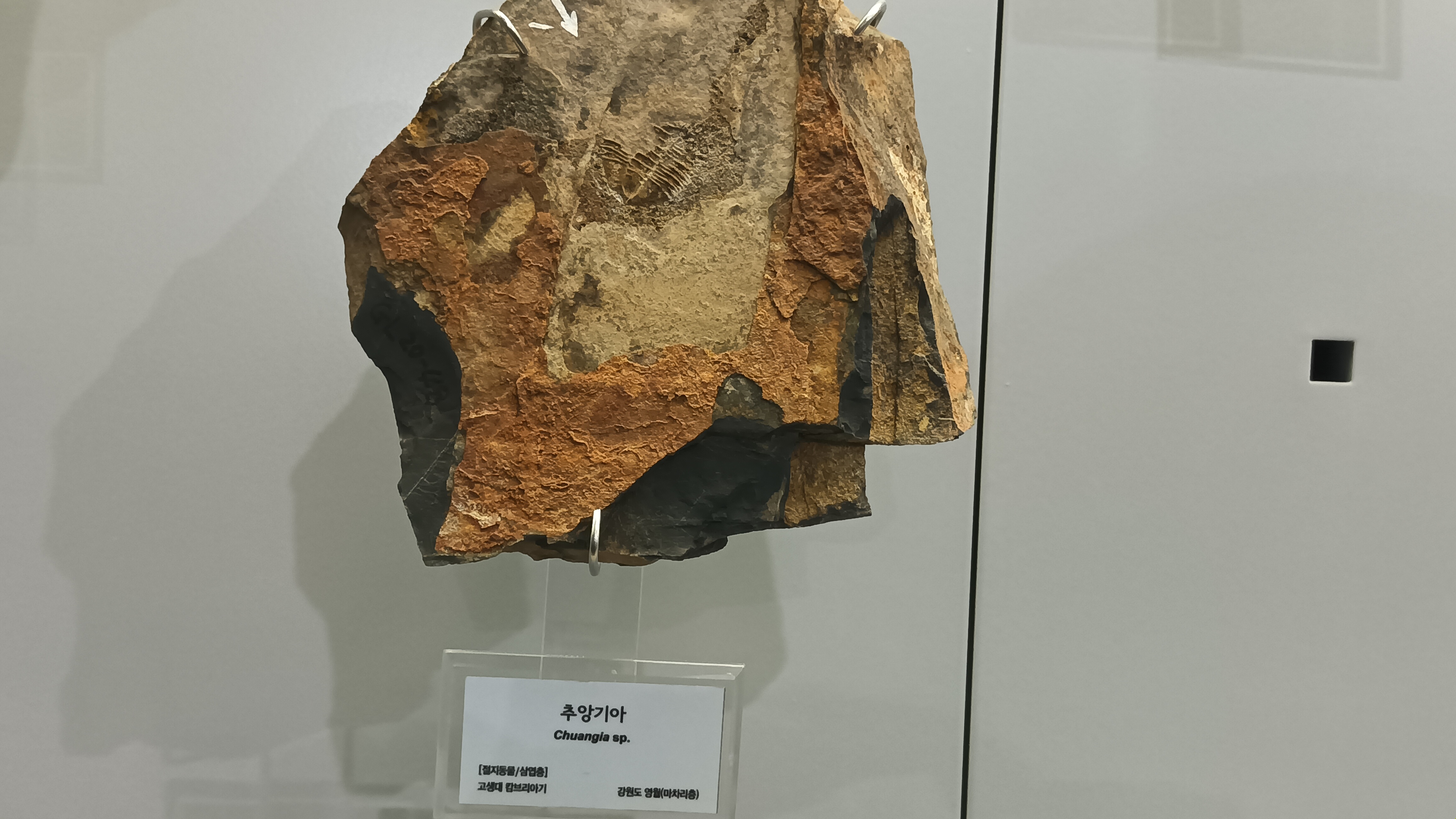
태백고생대자연사박물관 전시된 조선 누층군 마차리층의 삼엽충 화석 Chuangia sp.

마차리층(Machari Formation, 磨磋里層)은 대한민국 태백산분지에 분포하는 조선 누층군 영월층군의 지층이다. 마차리층은 삼방산층 위에 정합적으로 놓여 있고, 주로 셰일, 각력석회암(limestone breccia), 점토질 내지 돌로마이트질 석회암(argillaceous to dolomitic limestone) 및 석회암역암(limestone pebble conglomerate)으로 구성되어 있다. 영월군 북면 마차리에서 그 이름이 유래되었고 마차리 스러스트 단층 서쪽에서 마차리를 중심으로 남-북으로 길게 분포하며 소규모의 스러스트 단층들에 의해 반복적으로 나타나고 영월군 남면 연당리를 지나는 남-북 주향의 스러스트 단층에 의하여 연당역 서쪽에서 다시 노출된다. 마차리층의 일반적인 주향은 남-북 내지 북동 20°이며 서쪽으로 55~75° 경사져 있다. 지층의 두께는 약 400 m로 알려져 있으나 200 m 이하라는 의견도 있다. 마차리층의 아래에는 삼방산층의 최상부에 해당하는 황회색 사암이 놓이고, 그 위에 마차리층의 최하부에 해당하는 암회색의 돌로마이트질 석회암, 셰일 및 각력석회암이 놓인다. 마차리층의 중부는 암회색 내지 흑색의 엽리가 잘 발달된 셰일이 대부분을 이루고 얇은 돌로마이트질 석회암층이 협재하기도 하며, 화석이 풍부하게 산출된다. 마차리층의 상부는 암회색의 석회암층과 엽리가 잘 발달된 흑색 셰일 층이 반복되면서 특징적인 호상구조를 보여주며, 이러한 호상 구조는 최상부로 갈수록 점점 모호해져서 와곡층의 괴상 돌로마이트로 점이한다. 마차리층에서는 삼엽충과 완족동물 등 무척추 동물 화석 이외에도 코노돈트 화석이 산출되며, 이를 근거로 마차리층의 지질시대가 중기에서 후기 캄브리아기에 해당하는 것으로 해석된다. 마차리층 하부와 중부의 주 암상이 엽리가 잘 보이는 흑색 셰일이고 삼엽충들이 많이 산출된다는 사실로부터 마차리층은 저산소 영역의 심해에서 퇴적된 것으로 추정된다.

## 삼엽충및코노돈트화석 연구

### 1980년대 이전
- 이하영(1975)은 영월군 북면 마차리 부근의 마차리층에서 Furnishina asymmetrica Müller, Furnishina sp. cf. F. furnishi Müller, Hertzina? bisulcata Müller, Proconodontus tricarinatus (Nogami), Proconodontus rotundatus, Proconodontus tenius 4속 6종의 코노돈트가 산출되었고 이들은 대체로 상부 캄브리아기의 화석군에 해당한다.[6]

### 1990년대: 삼엽충 생층서대의 설정
- 이수병, 최덕근, 이하영(1991)은 마차리층을 암회색-흑색 셰일이 우세하고 곳에 따라 암회색 사암과 석회암이 협재되는 두께 100 m의 하부층원과 회색-암회색 호상(互狀) 석회암으로 구성된 두께 320 m의 상부층원으로 나누고, 마차리층의 코노돈트 화석군을 하부의 Gapparodus bisulcatus-Westergaardodina matsushitai-Westergaardodina moessebergensis 군집과 상부의 Proconodontus muelleri-Cambrooistodus cambricus 군집으로 나누었다. 하부화석군집은 백운산 향사대의 화절층 하부층원(세송층원)에, 상부화석군집은 화절층의 최하위 생층서대 Proconodontus 대에 대비된다. 이 연구에서 Coelocerodontus kosangloensis n. sp.와 Hertzina ? n. sp.가 새로운 종으로 기재되었다.[7]
- 이정구와 최덕근(1994)은 마차리층에서 발견된 후기 캄브리아기 초기의 표준 화석 Glyptagnostus 그리고 함께 산출된 삼엽충 화석 총 7종을 기재하였다. 이중 3종(Glyptagnostus reticulatus, Olenus asiaticus 및 Peratagnostus)은 이전의 연구에서 마차리층으로부터 보고되었으며, 3종(Glyptagnostus stolidotus, Aspidagnostus stictus 및 Innitagnostus innitens)은 한국에서 처음으로 기재되는 종류이고, Pseudagnostus leei를 신종으로 보고하였다. 이들의 산출에 의하여 마차리층의 Glyptagnostus 산출 구간에서 하부의 Glyptagnostus stolidotus 대와 상부의 Glyptagnostus reticulatus 2개 생층서대를 설정하였다. Glyptagnostus 화석은 어둔골, 마차리, 덕우, 분덕치 4개 단면으로부터 산출되었다.[8]
  - 어둔골 단면은 삼방산 정상 남동쪽 1.5 km 지점의 임도에 드러나 있으며 이곳에는 마차리층 최하부가 잘 드러나 있다. 마차리층 기저부에는 Olenoides, Tonkinella와 같은 중기 캄브리아기의 삼엽충 화석들이 산출된다. 불량하게 보존된 Glyptagnostus reticulatus 의 표본은 삼방산층과 마차리층 경계부에서 94 m 상위에 있는 암회색 셰일층으로부터 모였다.[8]
  - 마차리 단면은 마차리 마을 동쪽 1 km 하천변에 드러나 있으며 마차리 스러스트 단층에 의한 평안 누층군과의 경계에서 44 m 상위의 흑색 셰일층에서 Glyptagnostus reticulatus, Aspidagnostus stictus, Innitagnostus innitens 그리고 Olenus asiaticus가 산출되었다.[8]
  - 덕우 단면은 마차리 마을 남쪽 2 km 에 위치하며 마차리층 160 m가 드러나 있다. 마차리 스러스트 단층에 의한 마차리층과 평안 누층군과의 경계에서 53~61 m 상위의 흑색 셰일층에서 Glyptagnostus의 표본이 산출되었다. 상위 53 m 부분에는 Glyptagnostus stolidotus, Pseudagnostus leei n.sp. 가 발견되었고, 상위 58~61 m 부분에는 Glyptagnostus reticulatus, Olenus asiaticus, Aspidagnostus stictus, Innitagnostus innitens 그리고 Peratagnostus obsoletus 가 산출된다.[8]
  - 분덕치 단면은 덕우 단면 남쪽 1 km에 위치하며 63 m 두께로 드러나 있다. 화석은 주로 기저부에서 2~5 m 및 55.5~56 m 부분에서 얻어졌다. 하부 층준에서는 Glyptagnostus reticulatus, Olenus asiaticus, Aspidagnostus stictus, Innitagnostus innitens 그리고 Peratagnostus obsoletus이 산출되며, 상부 층준에서는 Proceratopyge rotundum, Irvingella sp., Eugonocare Iongifrons, Erixanium sp., Peratagnostus sp. 그리고 Pseudagnostus sp. 가 산출되었다.[8]
- 이정구와 최덕근(1995)은 영월군 마차리 지역에 분포하는 마차리층의 중부에서 산출된 후기 캄브리아기 삼엽충을 분류, 기재하였다. 3개의 단면으로부터 Innitagnostus inexpectans, Innitagnostus sp., Pseudagnostus idalis, Phalagnostus minor, Peratagnostus obsoletus, Kormagnostella sp., Proceratopyge tenue, Proceratopyge elongata n.sp., Eugonocare langifrons, Erixanium similis 및 Erixanium sp. 11속 15종의 삼엽충을 동정하였고, 이 중 3종을 신종으로 보고하였다. 이들 화석의 산출을 근거로 하부에서부터 Proceratopyge tenue, Hancrania breviliumbata 그리고 Eugonocare langifrons 3개의 생층서대를 설정하였으며 이들은 호주의 Idamean, 북아메리카의 Dresbachian에 대비된다. 이들 화석은 마차리 스러스트 단층 바로 서편의 마차리, 덕우, 분덕치 단면에 드러난 마차리층의 암회색/흑색 셰일과 암회색의 돌로마이트질 석회이암(dolomitic lime mudstone)으로부터 산출되었다.[9]
  - 마차리 단면은 마차리 마을 동쪽 1 km 하천변에 드러나 있으며 엽리상 흑색 셰일과 석회암(shale-parted limestone)이 나타난다. 지표에 드러난 부분은 마차리 스러스트 단층에 의한 평안 누층군 미탄층과의 경계(이하 지층 경계)에서 40 m 상위 부분부터로 그 아래는 지표 밑에 덮여 있다. 잘 보존된 Glyptagnostus 종과 기타 삼엽충(Olenus asiaticus, Aspidagnostus stictus, Innitagnostus innitens)들은 지층 경계에서 상위 44~46 m 구간에서 얻어졌다.[9]
  - 덕우 단면은 마차리 단면 남쪽 2 km 지점에 위치하며 마차리층 160 m가 드러나 있지만 화석은 지층 경계에서 상위 53~149 m 구간에서 산출된다. 이 단면에서의 마차리층은 엽리상 흑색 셰일(laminated black shale)과 석회암(shale-parted limestone), 얇은 암회색 석회암 등으로 구성된다.[9]
  - 분덕치 단면은 덕우 단면 남쪽 약 1 km 지점에 위치하며 분덕치-A, 분덕치-B 2개의 부단면(副斷面, subsection)으로 구성된다. 분덕치-A 단면에서의 마차리층은 75 m가 드러나 있으며 주로 암회색~흑색 셰일(laminated dark gray to black shale)과 석회암(shale-parted limestone)으로 구성된다. 삼엽충은 하부에서 2~5 m, 13~13.5 m, 38.5~40 m, 55.5~56 m 구간에서 산출된다. 이곳에서 북서쪽으로 250 m 지점의 분덕치-B 단면에는 암회색~흑색의 석회암(shale-parted limestone)으로 구성된 마차리층 10 m가 드러나 있다. 삼엽충은 기저에서 2.5~8 m 부분에서 산출된다.[9]
- 이정구와 최덕근(1996)은 영월군 북면 가매실 지역에 분포하는 마차리층 최상부 Pseudoyuepingia asaphoides 생층서대에서 보존 상태가 좋은 후기 캄브리아기 삼엽충의 화석 6속 6종을 발견하였다. 이 화석군은 3종의 아그노스티드 삼엽충(Trilobagnostus sp. cf. T. hisakoshii, Pseudagnostus sp. 및 Agnostid gen. et sp. indet.)과 3종의 폴리메리드 삼엽충(Proceratopyge gamaesilensis, Pseudoyuepingia asaphoides 및 Parabolinites sp.)으로 구성되며, 이 중 Proceratopyge gamaesilensis을 신종으로 보고하였다. 이 화석군은 후기 캄브리아기 중기를 지시한다. 삼엽충 화석이 산출된 곳은 가매실 마을 부근의 가매실 단면(북위 37°18'24", 동경 128°26'01")이며 이곳에는 주로 셰일 협재 석회암(shale-parted limestone)과 엽리상 흑색 셰일(laminated black shale)로 구성된 마차리층 상부 28 m가 드러나 있다. 단면의 하부 12.5 m 구간은 주로 석회암(shale-parted limestone)으로 구성되고, 나머지 15.5 m 구간은 셰일과 석회암이 교호한다. 화석은 단면 기저부에서 10.5~12 m 상위에 위치한 2개 층준의 흑색 셰일 내지 석회암에서 산출된다.[10]
- 이정구와 최덕근(1997)은 영월군 지역 마차리층의 Glyptagnostus reticulatus 생층서대에서 후기 캄브리아기 삼엽충 Proceratopyge sp. cf. Proceratopyge tenue (Kobayashi, 1962)의 산출을 보고하였다. 이 연구에서 논의된 표본은 마차리 부근의 덕우 단면에 분포하는 마차리층의 석회암에서 산출되었다. 이들은 현재까지 한국에서 산출된 Proceratopyge속 중 가장 오래된 것이다.[11]

### 2000년대: 삼엽충 생층서대의 확립
- 손장원, 김동희, 최덕근(2001)은 단양군 어상천면의 삼태산에 분포하는 지층이 기존에 알려진 삼태산층이 아니라 마차리층이라는 사실을 알아냈다. 삼태산 지역의 마차리층은 얇은 층리의 석회암이 우세하고 셰일이 적게 나타나고 가끔 돌로마이트가 협재된다. 와곡층과의 경계에서는 생물교란 흔적이 두껍게 나타난다. 삼태산 서편의 산간도로에서 마차리층의 최상부로 추정되는 층준의 셰일에서 삼엽충 화석 Micragnostus sp., Pseudorhaptagnostus (Machairagnostus) kentauensis, Oncagnostus sp., Fatocephalus hunjiangensis, Koldinioidia sp., Hysterolenus sp., Amzasskiella sp., agnostid gen. & sp. indet이 발견되었으며 이는 한국에서 처음으로 보고되는 캄브리아기 최후기의 화석군이다.[12]
- 홍발, 이정구, 최덕근(2003)은 어둔골 단면(N 37°19'34", E 128°26'43", 삼방산 정상 남동쪽 1.5 km 지점)의 마차리층 하부에서 Lejopyge armata (Linnarsson, 1869), Lisogoragnostus coreanicus n. sp., agnostid, Cyclolorenzella sp., and Eoshengia? sp. 등의 삼엽충 화석을 발견하고 중부 캄브리아기 상부에 해당하는 Lejopyge armata 생층서대를 설정하였다. 어둔골 단면은 삼방산층과 마차리층이 접하는 단면이다.[13]
- 홍발, 이정구, 최덕근(2003)은 마차리층 하부에서 삼엽충 화석 Lejopyge armata (Linnarsson, 1869), Lisogoragnostus coreanicus n. sp., Cyclolorenzella sp., Eoshengia? sp., agnostid 속, ammagnostid 속, clavagnostid 속 등을 산출하고 Lejopyge armata 생층서대를 설정했다. 이로서 기존의 Tonkinella 생층서대와 Glyptagnostus stolidotus 생층서대 사이의 간극이 메워졌다. 화석은 삼방산 정상 남동쪽 1.5 km 지점의 삼방산층과 마차리층이 맞닿은 오둔골 단면(N 37°19'34", E 128°26'43")에 있는 마차리층 하부의 석회이암 층준으로부터 얻어졌다. 다른 지역의 삼엽충 화석과 대비를 통해 이 생층서대는 중기 캄브리아기(upper Middle Cambrian)에 대비된다.[14]
- 최덕근과 조성권(2005)은 마차리층에서 나온 여러 삼엽충 화석을 바탕으로, 마차리층에서는 밑에서부터 Tonkinella, Lejopyge armata, Glyptagnostus stolidotus, Glyptagnostus reticulatus, Proceratopyge tenuis, Hancrania brevilimbata. Eugonocare longifrons, Eochuangia hana, Agnostotes orientalis, Pseudoyuepingia asaphoides 10개 생층서대로 재정립하였다.[15]
- 정직한과 최덕근(2007)은 영월군 북면 시루산 북동쪽 사면의 갈골 지역(N 37°14'27", E 128°27'12")에 드러난 상부 마차리층에서 보존 상태가 좋은 삼엽충의 미성숙 개체 및 성체 화석이 발견하여 삼엽충의 성장에 따른 형태적 변화를 연구하였다. 이 지역의 마차리층은 담회색의 돌로마이트화된 석회암과 니질석회암이 교호한다. 이 연구에서 Innitagnostus innitens (Öpik, 1967), Pseudagnostus josepha (Hall, 1863), Lisogoragnostus minor (Kobayashi, 1962), Peratagnostus orientalis (Lazarenko, 1966), Eugonocare longifrons (Kobayashi, 1935), Pseudeugonocare bispinata (Kobayashi, 1962), Pseudeugooncare sp., Metachangshania sp., Proceratopyge rectispinata (Troedsson, 1937), Euloma cantori (Jago, 1987), Prochuangia sp., Plicatolina sp. 11속 12종의 삼엽충 화석이 발견되었다. 이들 화석들은 마차리층 최상부 Pseudoyuepingia asaphoides 생층서대에 해당할 것으로 보이지만 기존에 알려진 화석군과 약간 다르다.[16]
- 홍발(2014)은 덕상 단면(N 37°16'50", E 128°22'40") 마차리층 기저부에서 캄브리아기 제3통에 해당하는 삼엽충 화석을 발견하였다. 덕상 단면에는 마차리층 최하부 10 m가 잘 드러나 있고 이는 Tonkinella 생층서대의 삼엽충 화석이 산출되는 괴상입자암(massive bioclastic grainstone)으로 구성된 하부 6 m와 그 위에 놓이는 암회색 와케스톤-팩스톤 및 셰일의 교호층으로 구성된다. 이 단면에서 Ptychagnostus sinicus는 기저 직상 6, 6.8, 6.9 m 3개 층준에서, 캄브리아기 제3세 드러미언조(Drumian)을 지시하는 아그노스토이드 삼엽충 화석 Ptychagnostus atavus는 기저 직상부 7.0 m 층준에서 산출된다. 마차리층 14개 층준에서 나온 화석은 총 13종으로 Peronopsis taitzhuhoensis, Ptychagnostus sinicus, Ptychagnostus atavus, Yakutiana ovale, Hypagnostus parvifrons, Diplagnostus planicauda, Tomagnostella exsculpta, Lejopyge armata, Kormagnostus minutus, Nahannagnostus nganasanicus, Pseudagnostus idalis, Glyptagnostus stolidotus, Glyptagnostus reticulatus가 산출되었다.[17]

| 생층서대 이름              | 산출 화석 | 설정자 (연도)               |
| -------------------------- | --- | --------------------------- |
| Pseudoyuepingia asaphoides | Peratagnostus orientalis, Lisogoragnostus minor, Pseudorhaptagnostus urceus, Pseudagnostus josepha, P. sp., Micragnostus hisakoshii, M. aff. intermedius, Acmarhachis typicalis Agnostoid : Trilobagnostus sp. cf. T. hisakoshii, Pseudagnostus sp. Polymeroid : Proceratopyge gamaesilensis, Pseudoyuepingia asaphoides, Parabolinites sp.                                                                    |                             |
| Agnostotes orientalis      | Kormagnostus inventus, Micragnostus aff. intermedius, Pseudagnostus josepha, Ivshinagnostus quadratus, Pseudorhaptagnostus tumidus, Nahannagnostus pratti, Agnostotes orientalis, Yongwolagnostus dubius, Yongwolagnostus stenorhachis, Pseudagnostus medius, Pseudagnostus? dividuus, Ammagnostus serus |                             |
| Eochuangia hana            | Agnostoid : Homagnostus obesus, Homagnostus? sulcatus, Micragnostus elongatus, Micragnostus aff. intermedius, Kormagnostus inventus, Pseudagnostus josepha, Pseudagnostus securiger, Ivshinagnostus hunanensis, Ivshinagnostus alatus, Ivshinagnostus quadratus, Pseudorhaptagnostus tumidus, Nahannagnostus pratti Polymeroid : Irvingella megalops, Irvingella convexa, Eochuangia hana, Changshania equalis |                             |
| Eugonocare longifrons      | Innitagnostus sp., Peratagnostus obsoletus, Lisogoragnostus minor, Pseudagnostus josepha, Kormagnostus sp., Erixanium similis, Eugonocare longifrons, Proceratopyge praelonga, Irvingella typa | 이정구, 최덕근 (1995)       |
| Hancrania brevilimbata     | Innitagnostus inexpectans, Peratagnostus obsoletus, Lisogoragnostus minor, Pseudagnostus josepha, Hancrania brevilimbata, Proceratopyge elongata, Stigmatoa coreanica | 이정구, 최덕근 (1995)       |
| Proceratopyge tenuis       | Peratoagnostus obsoletus, Pseudagnostus josepha, Proceratopyge tenuis, Erixanium sp. | 이정구, 최덕근 (1995)       |
| Glyptagnostus reticulatus  | Glyptagnostus reticulatus, Aspidagnotus stictus, Innitagnostus innitens, Peratagnostus obsoletus, Olenus asiaticus, Proceratopyge sp. cf. P. tenuis | 이정구, 최덕근 (1994)       |
| Glyptagnostus stolidotus   | Glyptagnostus stolidotus (Öpik, 1961), Pseudagnostus josepha (Hall, 1863) | 이정구, 최덕근 (1994)       |
| Lejopyge armata            | Lejopyge armata, Lisogoragnostus coreanicus, agnostid genus and species indeterminate, ammagnostid genus and species indeterminate, clavagnostid genus and species indeterminate, Cyclolorenzella sp., Eoshengia? sp. | 홍발, 이정구, 최덕근 (2003) |
| Tonkinella                 | Tonkinella, Olenoides, Kootenia, Peronopsis | 고바야시 (1962)             |

## 마차리층의 지질 유산과 노두
- 영월군 북면 마차리 938-2, 분덕재 부근 도로변의 절개사면(N 37°12'37.78", E 128°27'50.33")의 마차리층에는 배사 습곡 구조가 드러나 있다. 이곳의 마차리층은 박층의 담회색 석회암과 흑색 셰일로 구성되며 하부는 석회암이 우세하고 상부로 갈수록 셰일이 등장하여 석회암층과 교호한다. 셰일과 석회암 교호대에서는 퇴적동시성 변형구조와 미세 역단층이 관찰된다.[18]

분덕재의 마차리층 노두
- 분덕재 표지
- 지층 내 습곡 구조
- 지층 내 습곡 구조 북위 37° 13′ 40.5″ 동경 128° 27′ 51.3″ / 북위 37.227917°  동경 128.464250°

- 영월군 북면 연덕리의 원동재로 도로변에는 아래 사진과 같이 마차리층의 노두가 대규모로 드러나 있으며 이곳의 마차리층은 거의 수직으로 기울어 있다.

영월군 북면 연덕리 원동재로 도로변의 마차리층 노두

## 같이 보기
- 영월군의 지질
- 평창군의 지질
- 한국의 지질
- 조선 누층군
- 삼방산층
- 와곡층
- 문곡층
- 영흥층
- 영월군